# Esenbeckia perspicua
Esenbeckia perspicua är en tvåvingeart som beskrevs av Wilkerson och David Fairchild 1983. Esenbeckia perspicua ingår i släktet Esenbeckia och familjen bromsar. Inga underarter finns listade i Catalogue of Life.